# Мармонтель, Антонен
Антонен Мармонтель (фр. Antonin Marmontel; 24 ноября 1850, Париж — 23 июля 1907, Париж) — французский музыкальный педагог и композитор.
Сын и ученик Антуана Франсуа Мармонтеля, окончил Парижскую консерваторию по классу фортепиано в 1867 году; занимался также композицией под руководством Франсуа Базена. Трижды участвовал в конкурсе на соискание Римской премии, но удостоился лишь почётного отзыва (1873, за лирическую сцену «Мазепа»). С 1875 г. вёл в консерватории занятия по сольфеджио, в дальнейшем входил в состав экзаменационных комиссий. В 1878—1889 гг. вицехормейстер Парижской оперы. Написал около 150 лёгких фортепианных пьес, а также ряд вокальных номеров, однако как композитор не преуспел. Зато широким признанием пользовались педагогические сочинения Мармонтеля-младшего — прежде всего, сборник упражнений «Первый год занятий музыкой, сольфеджио и пением» (фр. La Première année de musique, solfège et chants, à l’usage de l’enseignement élémentaire; 1886), вышедший в 1931 году 70-м изданием и получивший одобрительные отзывы таких мэтров, как Амбруаз Тома, Жюль Массне, Камиль Сен-Санс, Шарль Гуно, Лео Делиб. С 1901 г. Мармонтель вёл также свой класс фортепиано в Парижской консерватории — среди его учеников Магда Тальяферро и Робер Казадезюс.